# Etiopia ai Giochi della XXXI Olimpiade
L'Etiopia ha partecipato ai Giochi della XXXI Olimpiade, che si sono svolti a Rio de Janeiro, Brasile, dal 5 al 21 agosto 2016, con una delegazione di 38 atleti, 18 uomini e 20 donne, impegnati in soli tre sport: atletica, nuoto e ciclismo. Per la prima volta nella storia la squadra etiope ha partecipato con più donne che uomini. Portabandiera alla cerimonia di apertura è stato il nuotatore Robel Kiros Habte.
La squadra etiope ha conquistato complessivamente otto medaglie: una d'oro, due d'argento e cinque di bronzo, tutte nell'atletica leggera.

## Medaglie
| Riepilogo quotidiano | Riepilogo quotidiano | Riepilogo quotidiano | Riepilogo quotidiano | Riepilogo quotidiano | Riepilogo quotidiano | Riepilogo quotidiano |
| -------------------- | -------------------- | -------------------- | -------------------- | -------------------- | -------------------- | -------------------- |
| Giorno               | Data                 |                      |                      |                      | Totale               |                      |
| 1º                   | 6                    | 0                    | 0                    | 0                    | 0                    |                      |
| 2º                   | 7                    | 0                    | 0                    | 0                    | 0                    |                      |
| 3º                   | 8                    | 0                    | 0                    | 0                    | 0                    |                      |
| 4º                   | 9                    | 0                    | 0                    | 0                    | 0                    |                      |
| 5º                   | 10                   | 0                    | 0                    | 0                    | 0                    |                      |
| 6º                   | 11                   | 0                    | 0                    | 0                    | 0                    |                      |
| 7º                   | 12                   | 1                    | 0                    | 1                    | 2                    |                      |
| 8º                   | 13                   | 0                    | 0                    | 1                    | 1                    |                      |
| 9º                   | 14                   | 0                    | 0                    | 1                    | 1                    |                      |
| 10º                  | 15                   | 0                    | 0                    | 0                    | 0                    |                      |
| 11º                  | 16                   | 0                    | 1                    | 0                    | 1                    |                      |
| 12º                  | 17                   | 0                    | 0                    | 0                    | 0                    |                      |
| 13º                  | 18                   | 0                    | 0                    | 0                    | 0                    |                      |
| 14º                  | 19                   | 0                    | 0                    | 0                    | 0                    |                      |
| 15º                  | 20                   | 0                    | 0                    | 1                    | 1                    |                      |
| 16º                  | 21                   | 0                    | 1                    | 0                    | 1                    |                      |
| Totale               | Totale               | 1                    | 2                    | 5                    | 8                    |                      |

### Medagliere per disciplina
| Sport    | Oro | Argento | Bronzo | Totale |
| -------- | --- | ------- | ------ | ------ |
| Atletica | 1   | 2       | 5      | 8      |
| Totale   | 1   | 2       | 5      | 8      |

### Medaglie d'oro
| Medaglia | Nome        | Sport    | Evento                |
| -------- | ----------- | -------- | --------------------- |
| Oro      | Almaz Ayana | Atletica | 10000 metri femminili |

### Medaglie d'argento
| Medaglia | Nome           | Sport    | Evento               |
| -------- | -------------- | -------- | -------------------- |
| Argento  | Genzebe Dibaba | Atletica | 1500 metri femminili |
| Argento  | Feyisa Lilesa  | Atletica | Maratona maschile    |

### Medaglie di bronzo
| Medaglia | Nome            | Sport    | Evento                |
| -------- | --------------- | -------- | --------------------- |
| Bronzo   | Tirunesh Dibaba | Atletica | 10000 metri femminili |
| Bronzo   | Tamirat Tola    | Atletica | 10000 metri maschili  |
| Bronzo   | Mare Dibaba     | Atletica | Maratona femminile    |
| Bronzo   | Almaz Ayana     | Atletica | 5000 metri femminili  |
| Bronzo   | Hagos Gebrhiwet | Atletica | 5000 metri maschili   |

## Risultati

### Atletica leggera
| Q | Qualificato al turno successivo per la posizione in qualificazione                                                           |
| q | Qualificato per il turno successivo per ripescaggio o, negli eventi su campo, conquistando la misura minima per qualificarsi |

Maschile
Eventi su pista e strada
| Atleta               | Evento       | Batteria  | Batteria  | Semifinali  | Semifinali  | Finale      | Finale      |
| Atleta               | Evento       | Risultato | Posizione | Risultato   | Posizione   | Risultato   | Posizione   |
| -------------------- | ------------ | --------- | --------- | ----------- | ----------- | ----------- | ----------- |
| Mohammed Aman        | 800m piani   | 1:48.33   | 2 Q       | 1:46.14     | 8           | non qualif. | non qualif. |
| Mekonnen Gebremedhin | 1500m piani  | 3:47.33   | 5 Q       | 3:40.69     | 7           | non qualif. | non qualif. |
| Dawit Wolde          | 1500m piani  | 3:39.29   | 10 q      | 3:41.42     | 10          | non qualif. | non qualif. |
| Aman Wote            | 1500m piani  | DNS       | DNS       | non qualif. | non qualif. | non qualif. | non qualif. |
| Muktar Edris         | 5000m piani  | 13:19.65  | 2 Q       | N.D.        | N.D.        | DSQ         | DSQ         |
| Dejen Gebremeskel    | 5000m piani  | 13:19.67  | 3 q       | N.D.        | N.D.        | 13:51.91    | 12          |
| Hagos Gebrhiwet      | 5000m piani  | 13:24.65  | 1 Q       | N.D.        | N.D.        | 13:04.35    | Bronzo      |
| Yigrem Demelash      | 10000m piani | N.D.      | N.D.      | N.D.        | N.D.        | 27:06.27    | 4           |
| Abadi Hadis          | 10000m piani | N.D.      | N.D.      | N.D.        | N.D.        | 27:26.34    | 15          |
| Tamirat Tola         | 10000m piani | N.D.      | N.D.      | N.D.        | N.D.        | 27:06.26    | Bronzo      |
| Hailemariyam Amare   | 3000m siepi  | 8:35.01   | 8 Q       | N.D.        | N.D.        | non qualif. | non qualif. |
| Chala Beyo           | 3000m siepi  | 8:32.06   | 7         | N.D.        | N.D.        | non qualif. | non qualif. |
| Tafese Seboka        | 3000m siepi  | DSQ       | DSQ       | N.D.        | N.D.        | non qualif. | non qualif. |
| Tesfaye Abera        | Maratona     | N.D.      | N.D.      | N.D.        | N.D.        | DNF         | DNF         |
| Lemi Berhanu         | Maratona     | N.D.      | N.D.      | N.D.        | N.D.        | 2:13:29     | 13          |
| Feyisa Lilesa        | Maratona     | N.D.      | N.D.      | N.D.        | N.D.        | 2:09.45     | Argento     |

Femminile
Eventi su pista e strada
| Atleta            | Evento       | Batteria  | Batteria  | Semifinali  | Semifinali  | Finale      | Finale      |
| Atleta            | Evento       | Risultato | Posizione | Risultato   | Posizione   | Risultato   | Posizione   |
| ----------------- | ------------ | --------- | --------- | ----------- | ----------- | ----------- | ----------- |
| Habitam Alemu     | 800m piani   | 1:58.99   | 3 q       | 2:00.07     | 6           | non qualif. | non qualif. |
| Tigist Assefa     | 800m piani   | 2:00.21   | 6         | non qualif. | non qualif. | non qualif. | non qualif. |
| Gudaf Tsegay      | 800m piani   | 2:00.13   | 4         | non qualif. | non qualif. | non qualif. | non qualif. |
| Genzebe Dibaba    | 1500m piani  | 4:10.61   | 1 Q       | 4:03.06     | 1 Q         | 4:10.27     | Argento     |
| Besu Sado         | 1500m piani  | 4:08.11   | 6 Q       | 4:05.19     | 4 Q         | 4:13.58     | 9           |
| Dawit Seyaum      | 1500m piani  | 4:05.33   | 1 Q       | 4:04.23     | 2 Q         | 4:13.14     | 8           |
| Almaz Ayana       | 5000m piani  | 15:04.35  | 1 Q       | N.D.        | N.D.        | 14:33.59    | Bronzo      |
| Senbere Teferi    | 5000m piani  | 15:17.43  | 2 Q       | N.D.        | N.D.        | 14:43.75    | 15          |
| Ababel Yeshaneh   | 5000m piani  | 15:24.38  | 8 q       | N.D.        | N.D.        | 15:18.26    | 14          |
| Almaz Ayana       | 10000m piani | N.D.      | N.D.      | N.D.        | N.D.        | 29:17.45 WR | Oro         |
| Gelete Burka      | 10000m piani | N.D.      | N.D.      | N.D.        | N.D.        | 30:26.66    | 8           |
| Tirunesh Dibaba   | 10000m piani | N.D.      | N.D.      | N.D.        | N.D.        | 29:42.56    | Bronzo      |
| Sofia Assefa      | 3000m siepi  | 9:18.75   | 2 Q       | N.D.        | N.D.        | 9:17.15     | 5           |
| Hiwot Ayalew      | 3000m siepi  | 9:35.09   | 7         | N.D.        | N.D.        | non qualif. | non qualif. |
| Etenesh Diro      | 3000m siepi  | 9:34.70   | 7 q       | N.D.        | N.D.        | 9:38.77     | 15          |
| Mare Dibaba       | Maratona     | N.D.      | N.D.      | N.D.        | N.D.        | 2:24:30     | Bronzo      |
| Tirfi Tsegaye     | Maratona     | N.D.      | N.D.      | N.D.        | N.D.        | 2:24:47     | 4           |
| Tigist Tufa       | Maratona     | N.D.      | N.D.      | N.D.        | N.D.        | DNF         | DNF         |
| Yehualeye Beletew | 20km marcia  | N.D.      | N.D.      | N.D.        | N.D.        | DSQ         | DSQ         |
| Askale Tiksa      | 20km marcia  | N.D.      | N.D.      | N.D.        | N.D.        | 1:44:15     | 61          |

### Ciclismo su strada
Maschile
| Atleta       | Evento         | Tempo | Posizione |
| ------------ | -------------- | ----- | --------- |
| Tsgabu Grmay | Corsa in linea | DNF   | DNF       |

### Nuoto
Maschile
| Atleta            | Gara              | Batteria | Batteria  | Semifinale      | Semifinale      | Finale          | Finale          |
| Atleta            | Gara              | Tempo    | Posizione | Tempo           | Posizione       | Tempo           | Posizione       |
| ----------------- | ----------------- | -------- | --------- | --------------- | --------------- | --------------- | --------------- |
| Robel Kiros Habte | 100m stile libero | 1:04.95  | 59        | Non qualificato | Non qualificato | Non qualificato | Non qualificato |

Femminile
| Atleta              | Gara             | Batteria | Batteria  | Semifinale      | Semifinale      | Finale          | Finale          |
| Atleta              | Gara             | Tempo    | Posizione | Tempo           | Posizione       | Tempo           | Posizione       |
| ------------------- | ---------------- | -------- | --------- | --------------- | --------------- | --------------- | --------------- |
| Rahel Gebresilassie | 50m stile libero | 32.51    | 75        | Non qualificato | Non qualificato | Non qualificato | Non qualificato |